# Interocrea specialis
Interocrea specialis är en insektsart som först beskrevs av Jacobi 1921.  Interocrea specialis ingår i släktet Interocrea och familjen spottstritar. Inga underarter finns listade i Catalogue of Life.